# Linnaemya braunsi
Linnaemya braunsi là một loài ruồi trong họ Tachinidae.